# Benthochromis tricoti
Benthochromis tricoti es una especie de peces de la familia Cichlidae en el orden Perciformes.

## Morfología
Los machos pueden llegar alcanzar los 16,5 cm de longitud total.
- Número de  vértebras: 35-37.[1][2]

## Alimentación
Come crustáceos pequeños y plancton.

## Hábitat
Es una especie de clima tropical entre 23 °C-25 °C de temperatura.

## Distribución geográfica
Se encuentran en África: lago Tanganika.